# Cocytius antaeus
Cocytius antaeus ist ein Schmetterling (Nachtfalter) aus der Familie der Schwärmer (Sphingidae). Sie ist die einzige Art der Gattung Cocytius. Neben der Nominatunterart ist noch die Unterart Cocytius antaeus medor (Stoll, 1782) aus der Literatur bekannt, die Aufteilung der Art in zwei Unterarten ist jedoch wahrscheinlich nicht gerechtfertigt.

## Merkmale
Die Falter erreichen Vorderflügellängen von 65 bis 92 Millimetern, Cocytius antaeus ist damit die größte in Nordamerika vorkommende Schwärmerart und zählt zu den größten Schwärmern der beiden Amerikas. Der Saugrüssel erreicht eine Länge von 160 Millimetern. Die Falter haben bräunlichgrau marmorierte Vorderflügel und sind in ihrer Färbung nur wenig variabel. Die Hinterflügel haben mittig auffallend große, durchsichtige Bereiche und basal einen kräftig gelben Fleck. Diese Merkmale unterscheiden die Art neben ihrer Größe von den gelegentlich in Nordamerika auftretenden ähnlichen Arten Amphonyx duponchel und  Neococytius cluentius. Die erstere, kleinere Art hat einen dunklen blaugrünen Schimmer auf den Vorderflügeln. Auch fehlt ihr die zahnartig zwischen den Flügeladern in die durchsichtigen Bereiche der Hinterflügel hineinreichende Beschuppung. Die zweite ähnliche Art wird etwa gleich groß wie Cocytius antaeus, besitzt jedoch weniger stark marmorierte Vorderflügel und hat statt des durchsichtigen Bereiches auf den Hinterflügeln eine undurchsichtige, gelblich-weißes Binde.

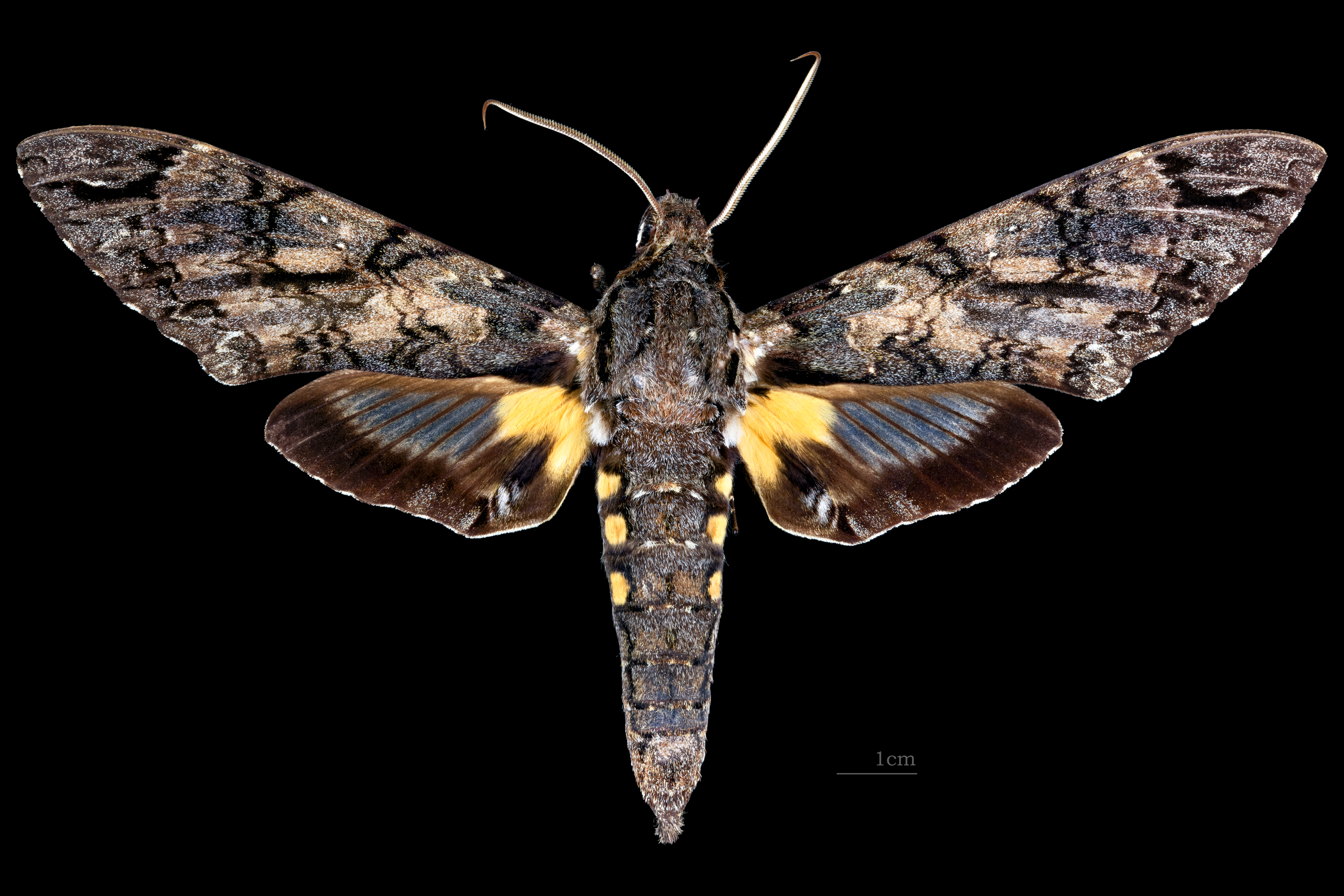
Cocytius antaeus ♂, Präparat
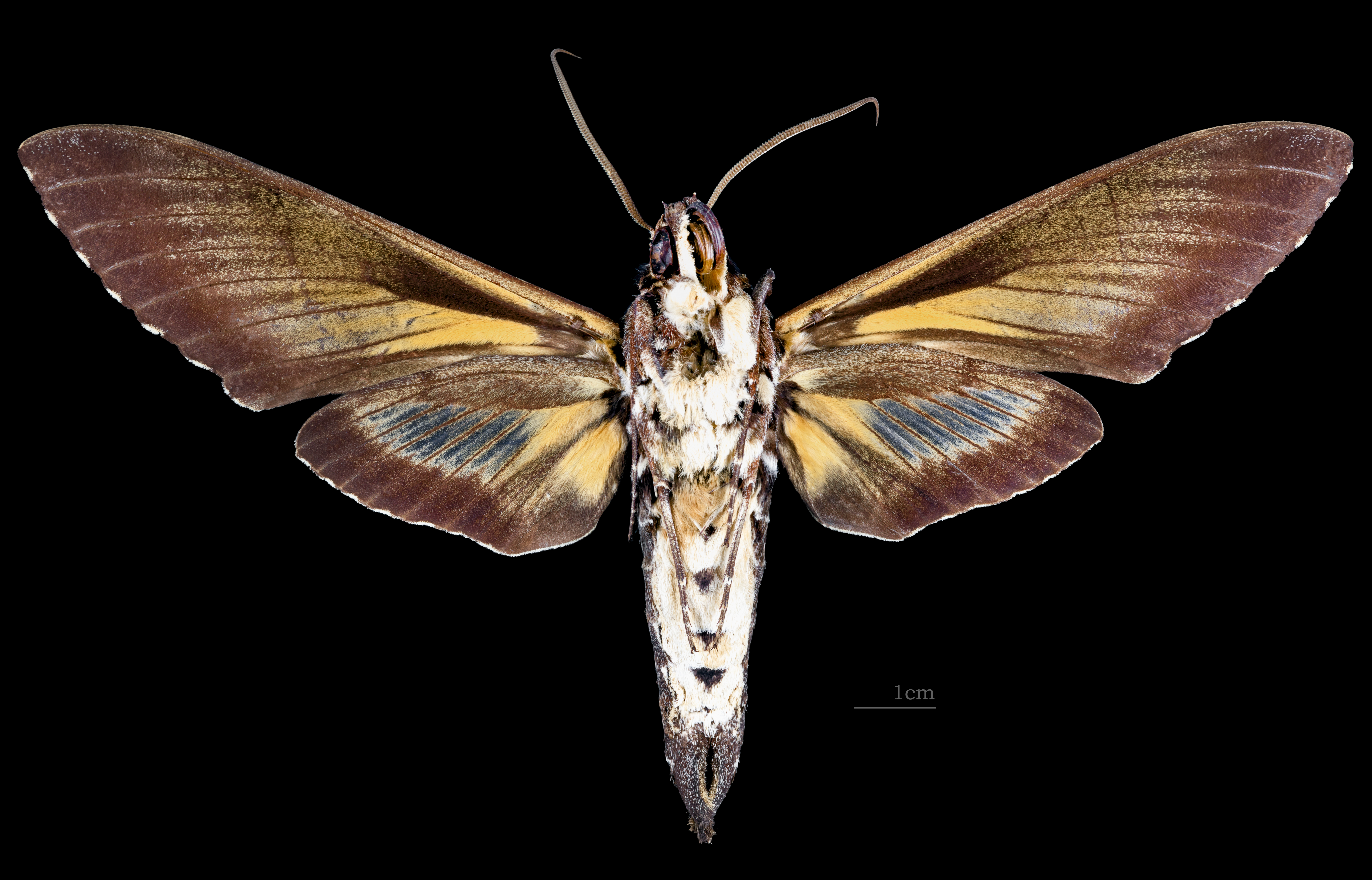
Cocytius antaeus ♂ △, Präparat
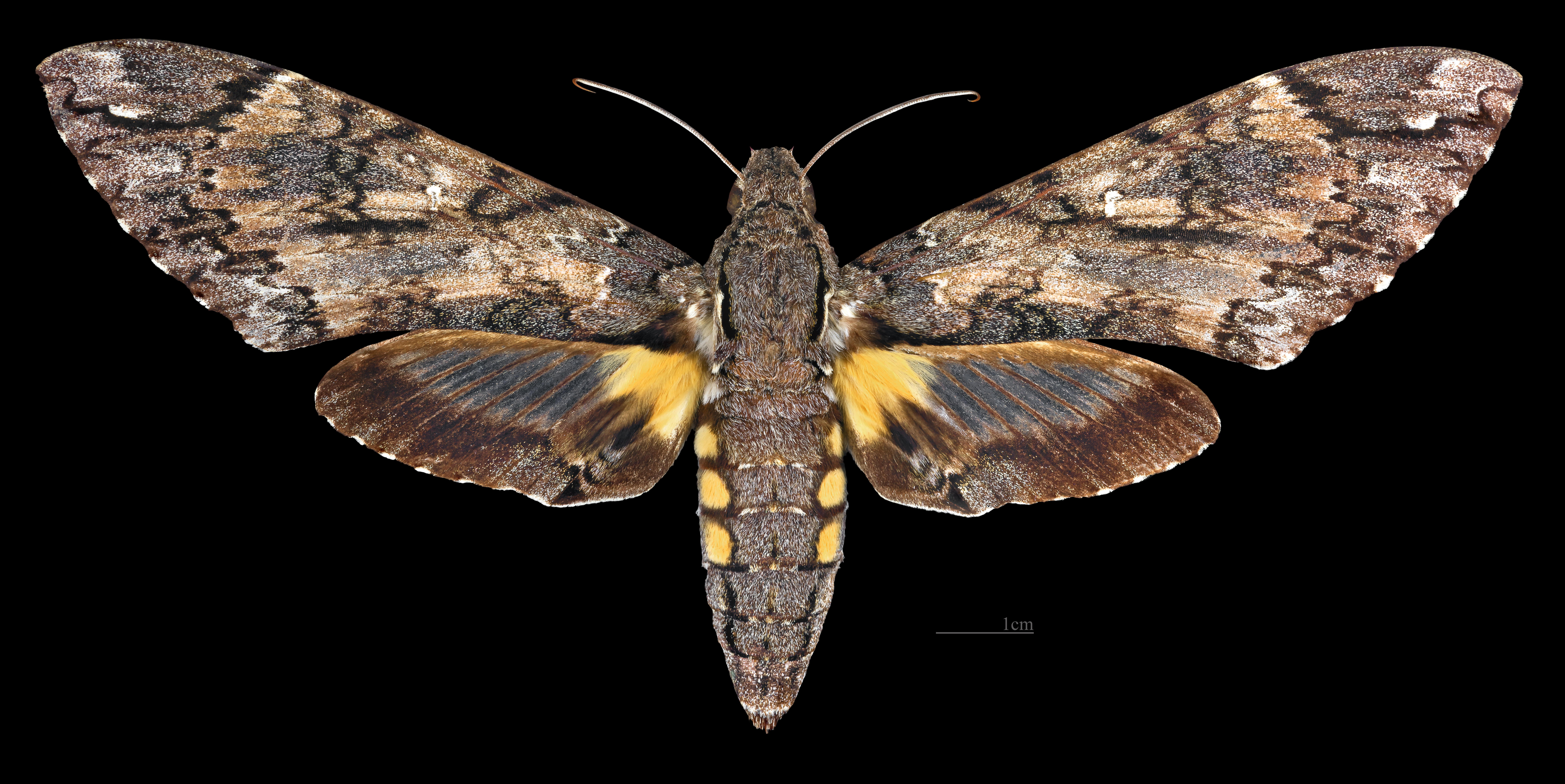
Cocytius antaeus ♀, Präparat
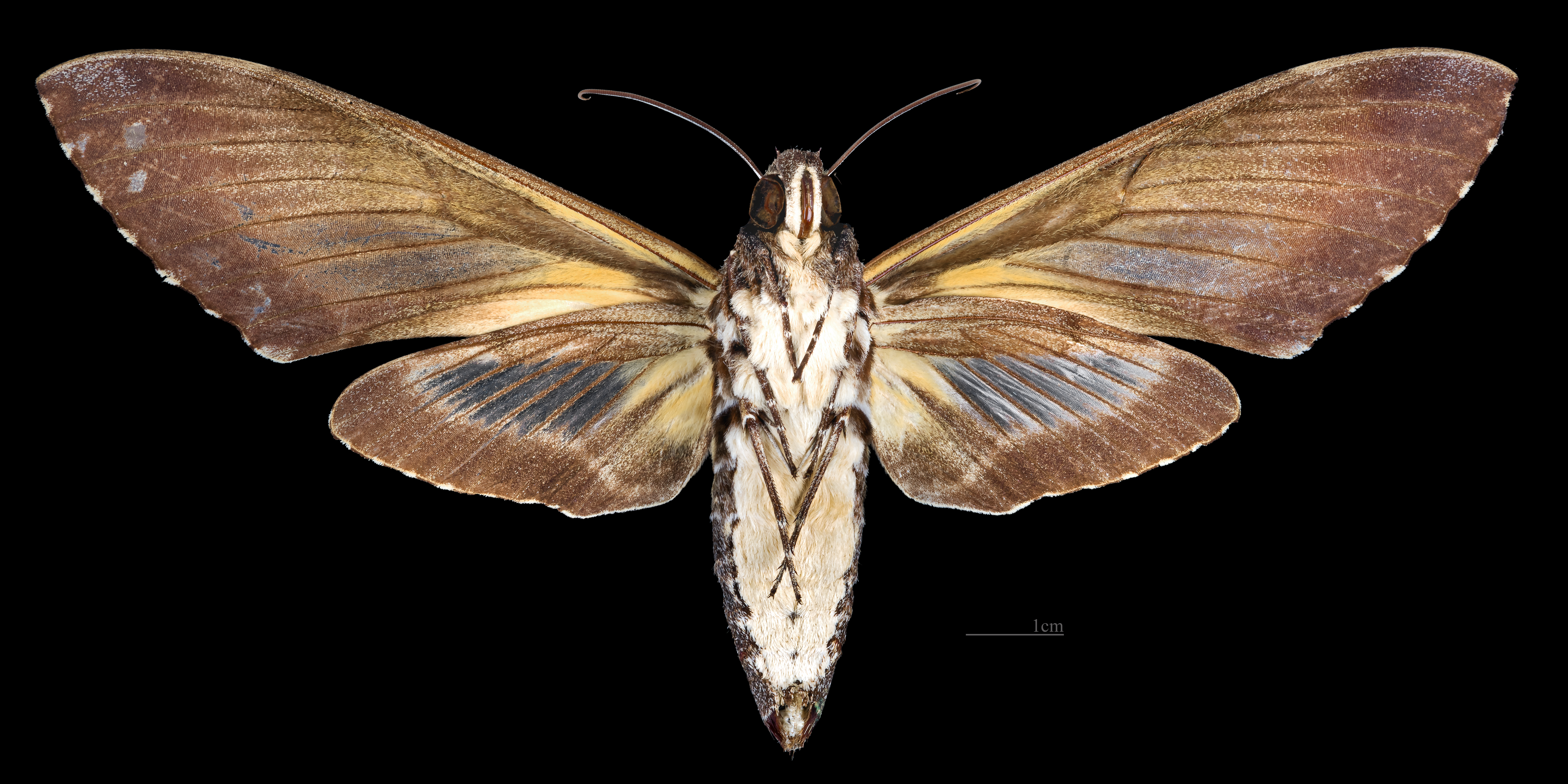
Cocytius antaeus ♀ △, Präparat

Die Raupen werden bis zu 160 Millimeter lang. Ihre Färbung ist nicht variabel. Sie haben nach dem Schlüpfen einen verhältnismäßig großen, spitz zulaufenden Kopf und eine stark gekörnte Körperoberfläche. Ausgewachsen ist ihr Körper mit feinen rötlichen Haaren bedeckt, was ungewöhnlich für die ansonsten nackten Schwärmerraupen ist. Sie haben eine violette Längslinie entlang des Rückens. Diese Merkmale identifizieren die Art eindeutig. Ansonsten ist ihre Körperfarbe einfärbig grün. Auffällig ist eine weißliche schräge Linie an den Seiten, die zur Basis des Analhorn führt. Parallel dazu finden sich entlang der Körperseiten weitere schräge, dunkelgrüne Linien.
Die mahagonibraun glänzende Puppe hat eine sehr gedrungene, frei liegende, gekrümmte Rüsselscheide. Diese ist mit kräftigen schrägen Rillen versehen. Auf jedem einzelnen Segment ist eine deutlich vom Körper abstehende Behaarung ausgebildet. Der Kremaster ist sehr kräftig und spitz.

## Verbreitung und Lebensraum
Die Art kommt von Florida über das tropische Amerika bis in den Süden Brasiliens vor. Sie fliegt auch im tropischen und subtropischen Flachland Jamaikas. Selten findet man sie auch im Süden von Texas, wobei sie als Irrgast nördlich bis nach Chicago nachgewiesen werden kann. Es gibt auch Nachweise der Art von den Galapagos-Inseln.
Die Art besiedelt in Florida Laubwälder, nahe am Wasser und in erhöhten Bereichen in den Everglades, dort, wo die Raupenfutterpflanze Annona glabra wächst. Die Lebensräume sind sehr feucht und schwer zugänglich, sodass der Nachweis der Art nicht immer einfach ist.

## Lebensweise
Die Art ist wegen ihres langen Saugrüssels vermutlich die einzige, die in Florida tiefkelchige Orchideen, wie beispielsweise Polyrrhiza lindenii bestäuben kann.

### Flug- und Raupenzeiten
In Nordamerika kann die Art ganzjährig fliegen, tritt jedoch am häufigsten von Juni bis November auf. Es ist unklar, ob mehr als eine Generation pro Jahr ausgebildet wird.

### Nahrung der Raupen
Die Raupen ernähren sich von Annona glabra, Annona reticulata,  Annona purpurea, Annona holosericea und Rollinia membranacea, aus der Familie der Annonengewächse (Annonaceae).

## Entwicklung
Die Weibchen legen ihre Eier einzeln auf der Blattunterseite der Raupennahrungspflanzen ab. Von Anfang an vertragen die Raupen auch alte, zähe Blätter. In den drei ersten Raupenstadien werden charakteristische Bahnen vom Blattaußenrand bis zur Mittelrippe gefressen, auf der die Raupen auf der Blattunterseite immer sitzen. Ältere Raupen fressen zunächst die Blätter am Ende eines Astes und fressen sich dann nach unten zur Astbasis durch. Sie halten sich dabei auf der Unterseite der Äste auf. Im letzten Raupenstadium besteht der Kot nicht mehr aus größeren Ballen, sondern aus kleinen Stückchen. Bei Störung gebärden sich die Raupen heftig.
Die Verpuppung findet auf leicht erhöhten Strandufern in einer flachen Grube statt, die durch mit Seide versponnenes Pflanzenmaterial verstärkt wird.

## Belege